# Przejście graniczne Pietrowice Głubczyckie-Krnov
Przejście graniczne Pietrowice Głubczyckie-Krnov – zlikwidowane polsko-czechosłowackie kolejowe przejście graniczne, położone w województwie opolskim, w powiecie głubczyckim, w gminie Głubczyce, w miejscowości Pietrowice na obecnej linii kolejowej nr 333 łączącej Pietrowice (wówczas niemiecki Peterwitz, od 1936 Zietenbusch) z Krnovem (niem. Jägerndorf, czes. Krnov), zlikwidowane w 1946.

## Opis
Przejście graniczne Pietrowice Głubczyckie-Krnov istniało od 1873, kiedy otwarto linię kolejową jako przejście graniczne Cesarstwa Niemieckiego i Austro-Węgier, a po I wojnie światowej Niemiec i Czechosłowacji. Po zajęciu w listopadzie 1938 na mocy układu monachijskiego części Czechosłowacji przez III Rzeszę, przejście znalazło się na terytorium Niemiec i de facto przestało istnieć. Po II wojnie światowej znalazło się na granicy polsko-czechosłowackiej i od października 1945 w ramach tworzących się Wojsk Ochrony Pogranicza utworzono Przejściowy Punkt Kontrolny Głubczyce – kolejowy III kategorii.
Jesienią 1946 PPK Głubczyce został zlikwidowany i tym samym rozebrano odcinek linii kolejowej na którym się znajdowało przejście graniczne.
Źródło: 

## Galeria

Stacja kolejowa Głubczyce
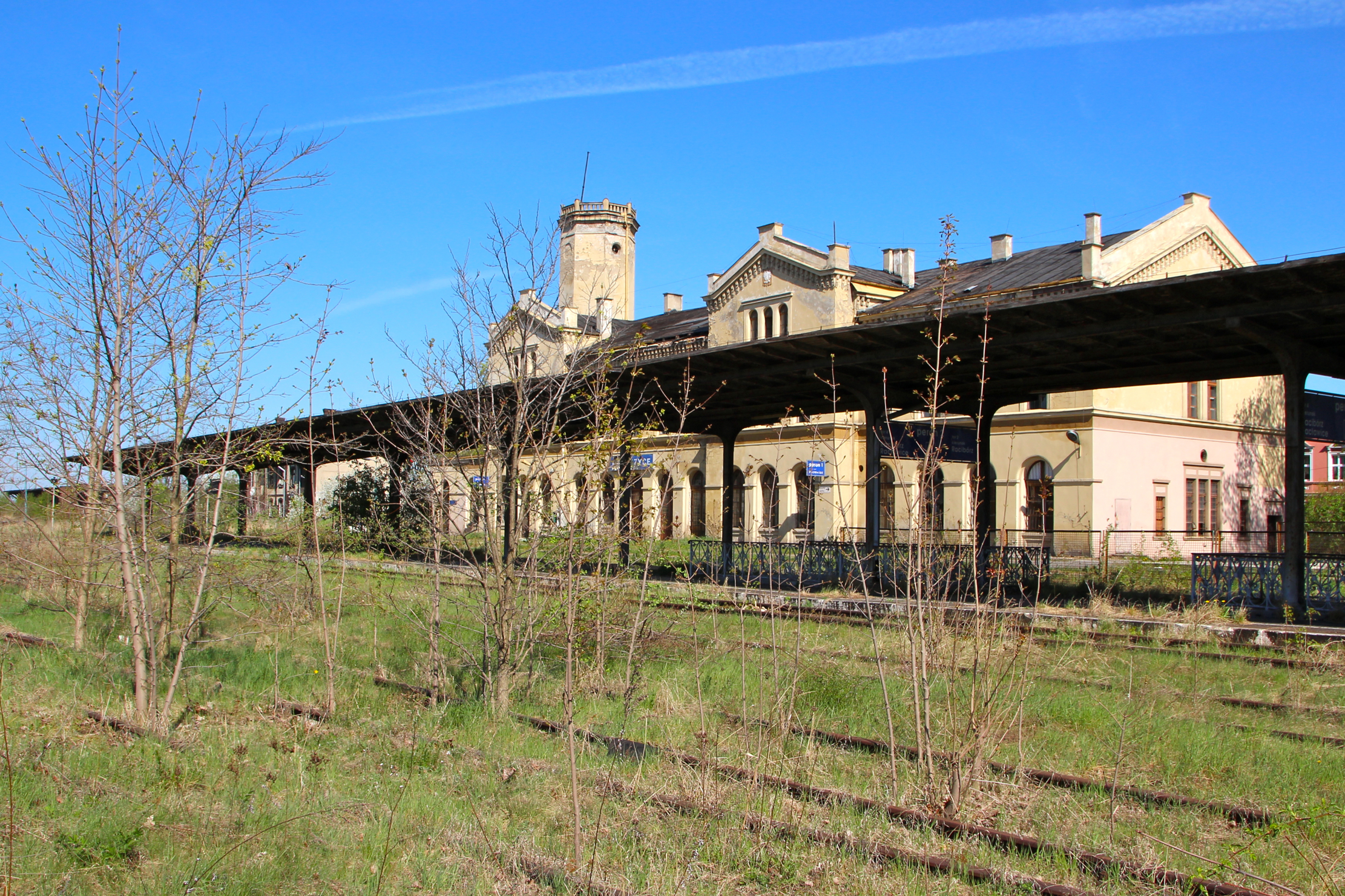
(kwiecień 2012)
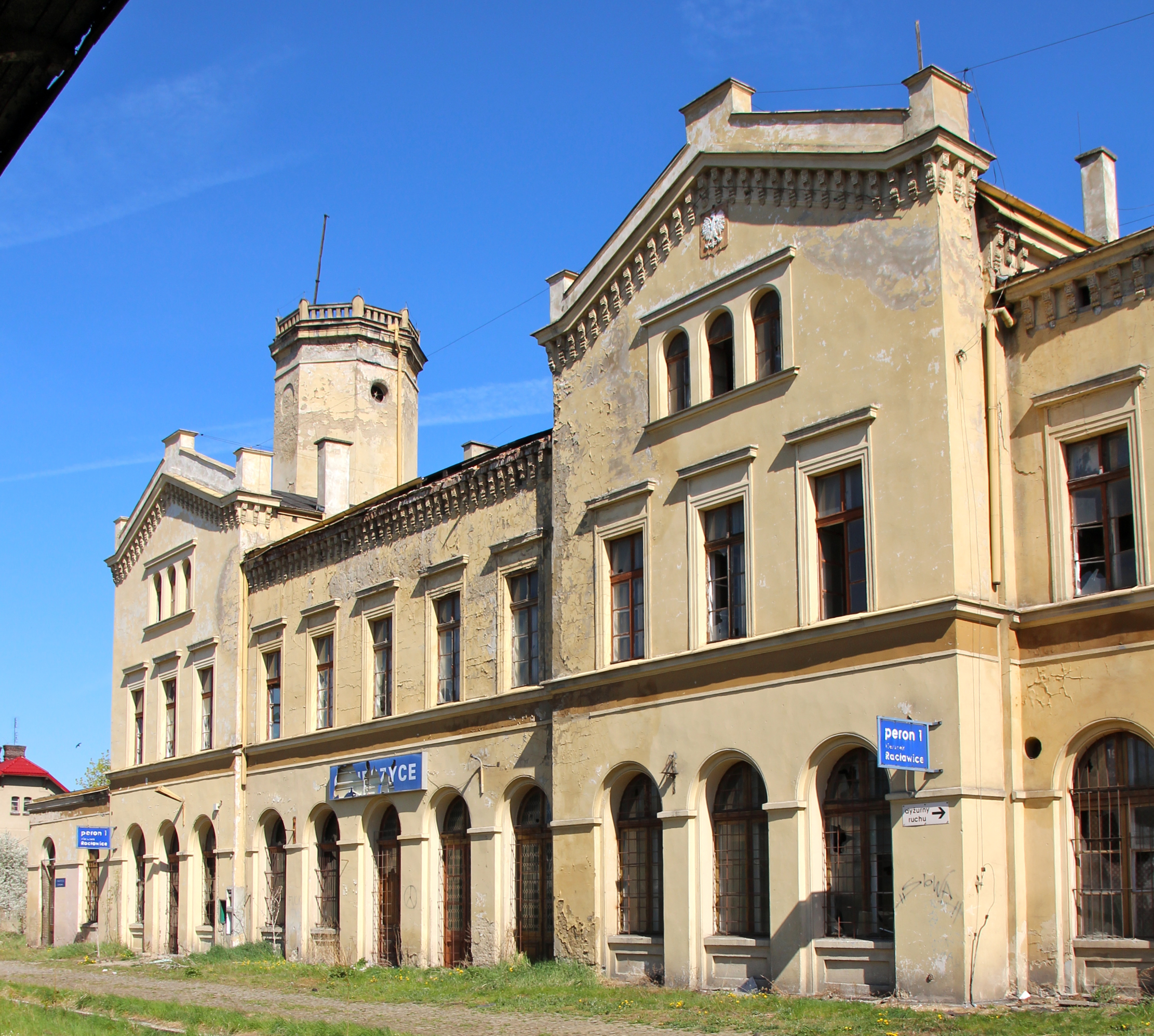
(kwiecień 2012)

Stacja kolejowa Krnov
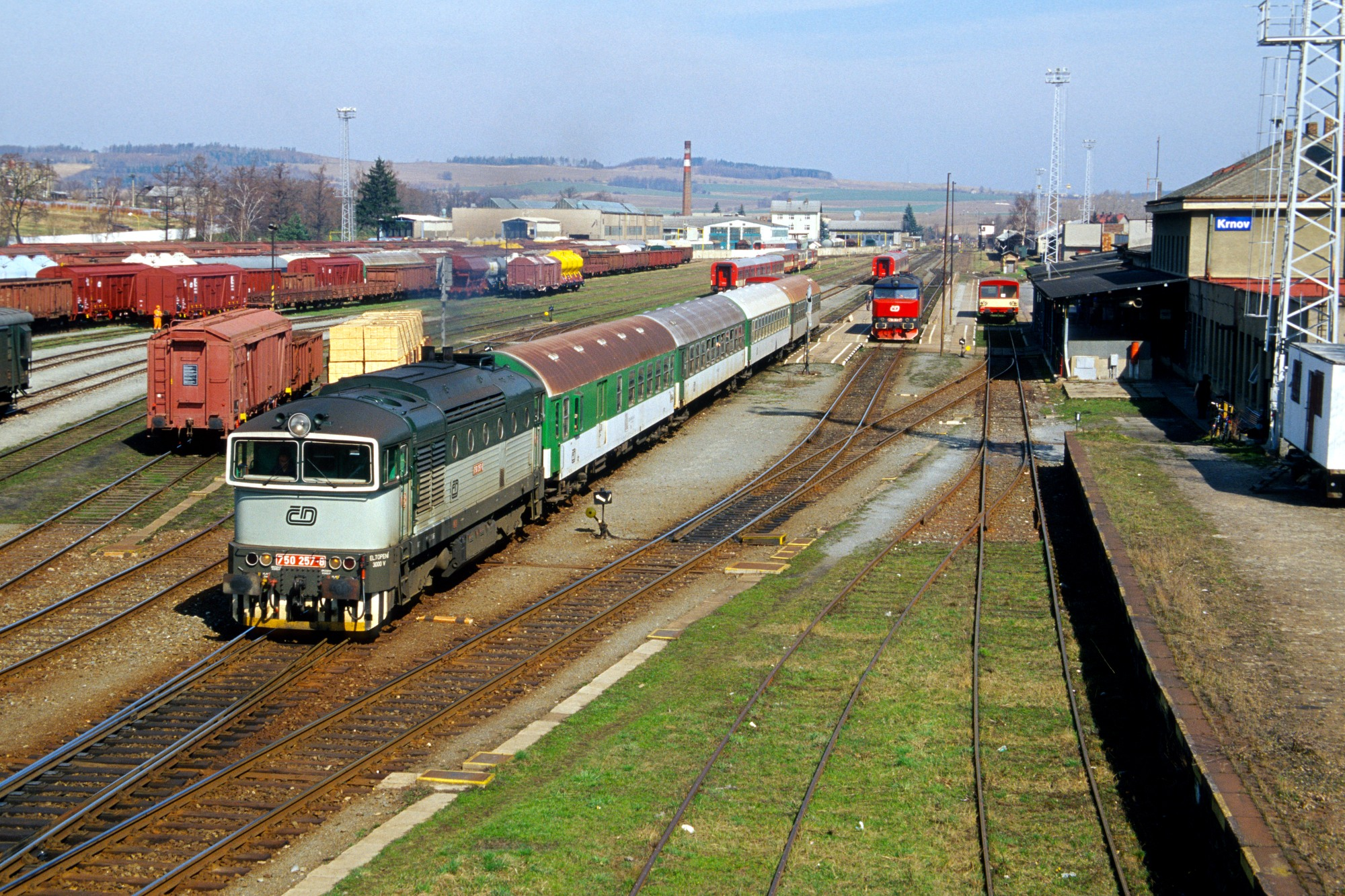
(kwiecień 2001)
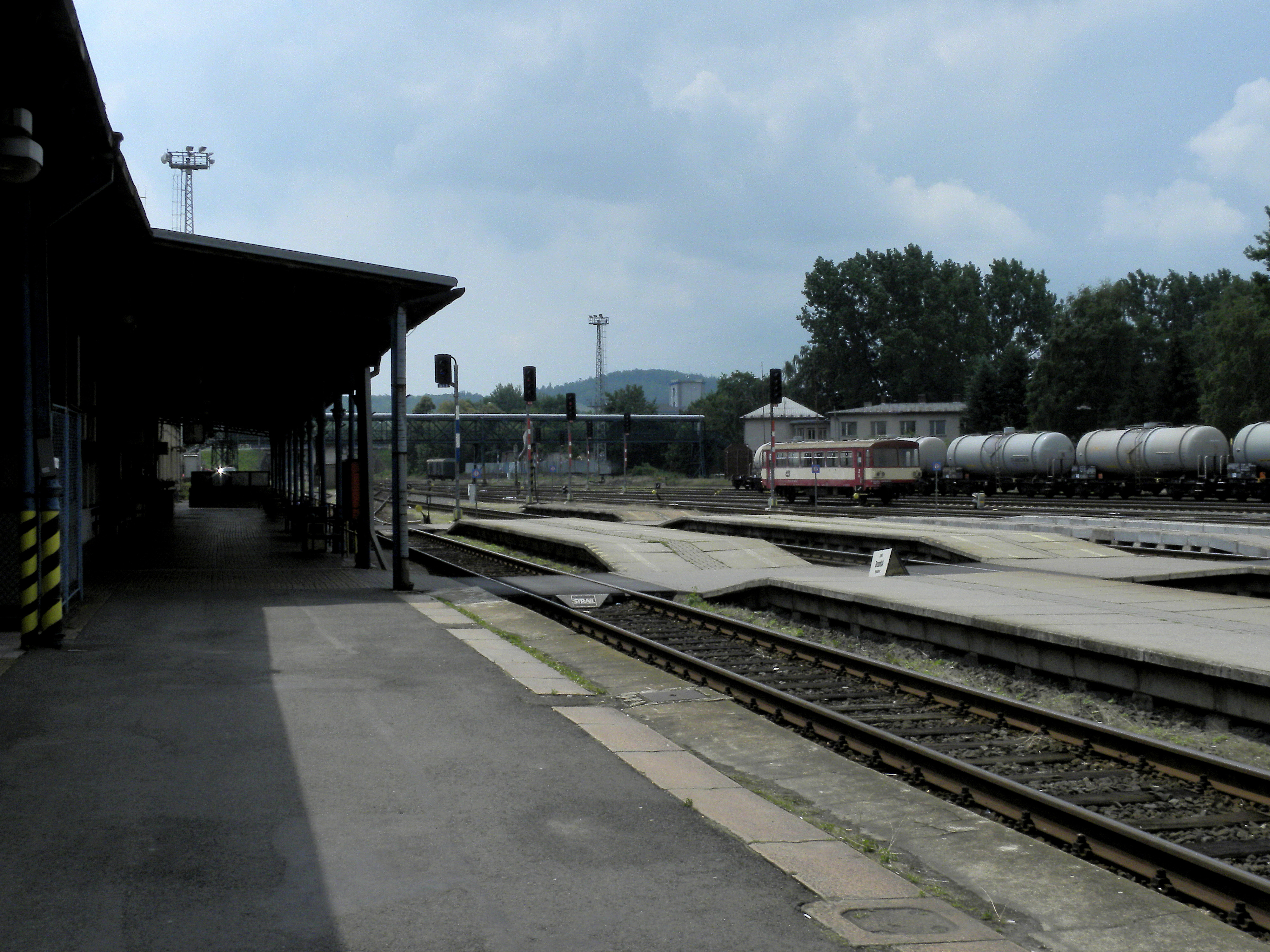
(lipiec 2013)